# Uniform Tire Quality Grading

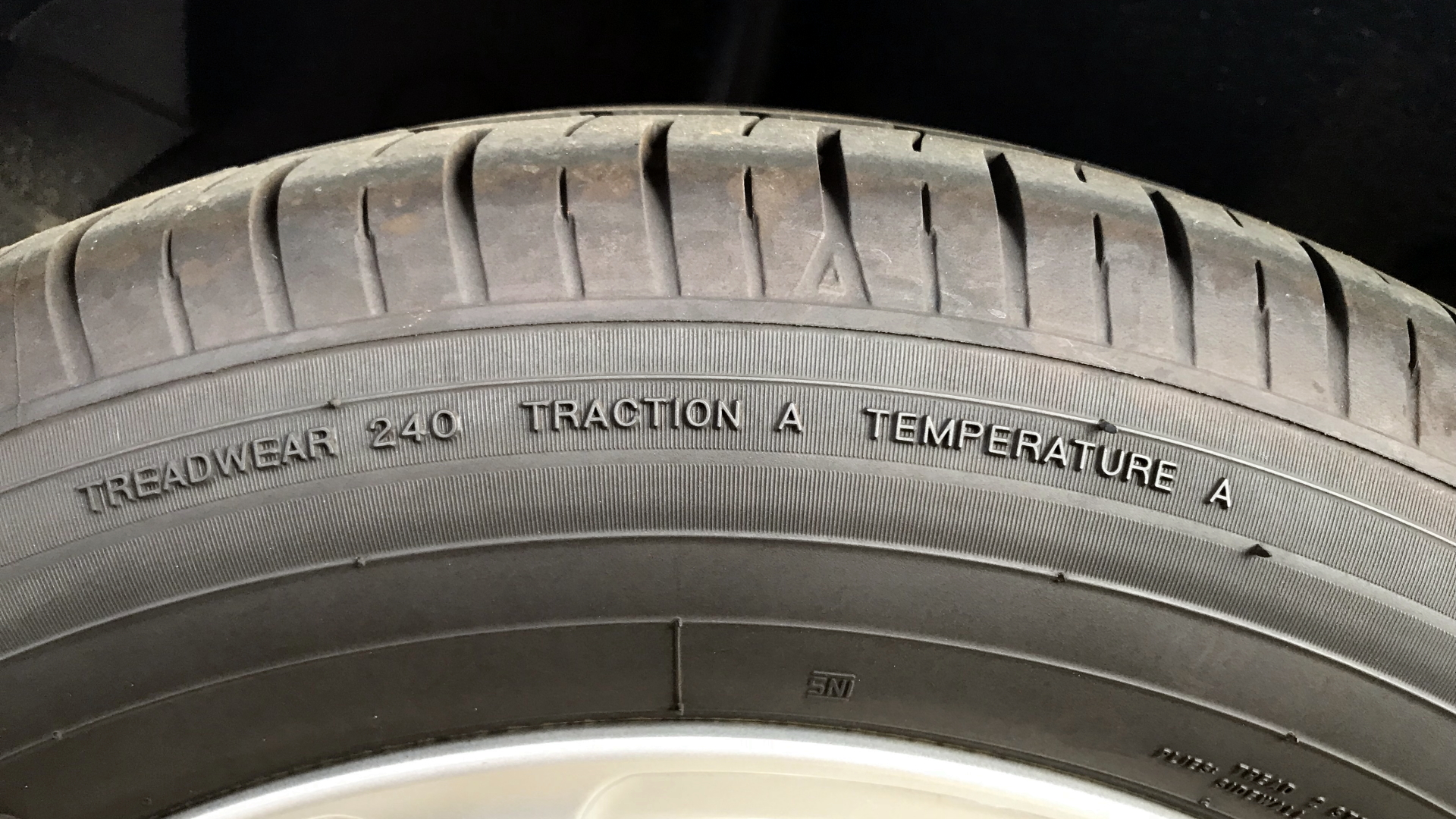
Marchiature UTQG su uno pneumatico.

L'Uniform Tire Quality Grading (inglese per "Classificazione uniforme della qualità degli pneumatici"), abbreviato in UTQG, è un insieme di classificazioni per gli pneumatici per autoveicoli che misura l'usura del battistrada, la resistenza alla temperatura e la trazione di uno pneumatico.
L'UTQG è stato creato dalla National Highway Traffic Safety Administration nel 1978, un'agenzia del Dipartimento dei Trasporti degli Stati Uniti (DOT).
Tutti gli pneumatici per autovetture prodotti per la vendita negli Stati Uniti dal 31 marzo 1979 sono obbligati a livello federale ad avere le classificazioni UTQG sul fianco, come parte del processo di approvazione del DOT, in base al quale gli pneumatici non omologati dal DOT non sono legali per l'uso su strada negli Stati Uniti.
Gli pneumatici per autocarri leggeri non sono tenuti ad avere un UTQG.
Non deve essere confuso con la marcatura che indica le dimensioni, la capacità di carico e la velocità massima, gestito dalle organizzazioni del settore degli pneumatici e dall'Organizzazione internazionale per la normazione.
La National Highway Traffic Safety Administration ha stabilito gli UTQGS nel documento 49 CFR 575.104.
Quando si esaminano le classificazioni UTQG, è importante ricordare che il Dipartimento dei Trasporti non esegue i test: le classificazioni vengono assegnate dai produttori di pneumatici in base ai risultati dei propri test o a quelli condotti da una società di collaudo indipendente da loro incaricata. La NHTSA ha il diritto di ispezionare i dati dei produttori di pneumatici e può multarli in caso di incongruenze.
La NHTSA ha pubblicato nell'agosto 2016 il documento DOT HS 812 325 Consumer Guide to Uniform Tire Quality Grading (Guida per il consumatore alla classificazione uniforme della qualità degli pneumatici) che fornisce informazioni sulla classificazione.
Gli pneumatici invernali non sono tenuti ad avere una classificazione UTQG.
Anche gli pneumatici non per autovetture, come quelli per motociclette, autobus, camion di medie dimensioni e superiori insieme ai rimorchi, non sono tenuti ad avere una classificazione UTQG, sebbene lo standard FMVSS 109 richieda che sul fianco dello pneumatico siano almeno indicati: limitazione di velocità se inferiore a 55 miglia orarie, "regroovable" se progettato per la riscolpitura, e una lettera che indica l'intervallo di carico.

## Caratteristiche
La classificazione UTQG è composta da tre componenti: usura del battistrada, trazione e temperatura.
Il grado di usura del battistrada è una valutazione comparativa, basata sul tasso di usura dello pneumatico testato in condizioni controllate su una pista di prova specifica del governo. Uno pneumatico di classe 200 durerebbe il doppio della distanza sul percorso di prova in condizioni specifiche rispetto a uno di classe 100; in teoria, ciò significa che uno pneumatico di classe 200 percorrerà il doppio della distanza rispetto a uno di classe 100. Con l'evoluzione degli pneumatici, i gradi di usura del battistrada sono cambiati, raggiungendo valori considerevolmente superiori a 100 e di conseguenza sarebbe errato affermare che uno pneumatico con una classe di usura del battistrada pari a 200 abbia una durata doppia rispetto allo pneumatico standard.
Le classi di trazione sono AA, A, B e C. Rappresentano la capacità di frenata del pneumatico su fondo bagnato, misurata in condizioni controllate su superfici di prova specifiche di asfalto e cemento. Il test non tiene conto di curve, aquaplaning, accelerazione o frenata su superficie asciutta, né tiene conto della significativa differenza di efficacia dei sistemi frenanti ABS rispetto a quelli senza ABS sulla distanza di frenata di uno pneumatico.
Le classi di temperatura sono A, B e C, e rappresentano la resistenza dello pneumatico alla generazione di calore ad alta velocità. Gli pneumatici di classe A dissipano efficacemente il calore fino a una velocità massima superiore a 115 mph; la classe B a un massimo tra 100 mph e 115 mph; la classe C un massimo tra 85 mph e 100 mph. Gli pneumatici che non possono raggiungere il grado C o superiore non possono essere venduti negli Stati Uniti.